# Breuches
Breuches település Franciaországban, Haute-Saône megyében. Lakosainak száma 643 fő (2022. január 1.). Breuches Hautevelle, Éhuns, Baudoncourt, Luxeuil-les-Bains, Ormoiche, Sainte-Marie-en-Chaux, Saint-Sauveur és Villers-lès-Luxeuil községekkel határos.

## Népesség
A település népességének változása:
| Lakosok száma | 713  | 701  | 720  | 688  | 671  | 654  | 652  | 646  | 643  |
|               | 2013 | 2015 | 2016 | 2017 | 2018 | 2019 | 2020 | 2021 | 2022 |